# Maple Hill
Maple Hill is een plaats (city) in de Amerikaanse staat Kansas, en valt bestuurlijk gezien onder Wabaunsee County.

## Demografie
Bij de volkstelling in 2000 werd het aantal inwoners vastgesteld op 469.
In 2006 is het aantal inwoners door het United States Census Bureau geschat op 492, een stijging van 23 (4,9%).

## Geografie
Volgens het United States Census Bureau beslaat de plaats een oppervlakte van
0,6 km², geheel bestaande uit land. Maple Hill ligt op ongeveer 297 m boven zeeniveau.

## Plaatsen in de nabije omgeving
De onderstaande figuur toont nabijgelegen plaatsen in een straal van 16 km rond Maple Hill.